# Dreams in the Witch House
Dreams in the Witch House is een korte horrorfilm uit 2005 onder regie van Stuart Gordon Deze vormt het tweede deel uit de eerste serie van de filmreeks Masters of Horror. Het verhaal is gebaseerd op dat uit het korte verhaal The Dreams in the Witch House van H.P. Lovecraft.

## Verhaal
Universitair student Walter Gilman bestudeert de snaartheorie en zoekt een tijdelijke woonruimte om rustig te leren. Hij klopt aan bij Mr. Dombrowski, die hem een van de goedkope kamers in zijn ruim 300 jaar oude gebouw verhuurt. Wanneer Walter daar net is, hoort hij een vrouw gillen. Hij haast zich daarom naar de kamer naast hem. Het gegil blijkt afkomstig van buurvrouw Frances Elwood, die daar woont met haar baby Danny. Er loopt een rat over de vloer. Walter jaagt het dier door een gat in de muur en sluit dat daarna af met een plank. Benedenbuurman Mr. Masurewicz vraagt hem of de rat een menselijk gezicht had. Walter ontkent en gaat verbaasd terug naar zijn kamer.
Tijdens de eerste nacht hoort Walter hard gebonk. Het blijkt de biddende Mr. Masurewicz, die tussen het uitspreken van zijn gebeden steeds zijn hoofd op een stoel slaat. Masurewicz vertelt Walter dat er een heks rondwaart in het huis. Hij bidt elke nacht om haar tegen te houden. Die nacht droomt Walter van een rat met een menselijk gezicht die tegen hem praat.
De volgende dag vraagt Frances aan Walter of hij even op Danny wil passen omdat ze een sollicitatiegesprek heeft. Hij stemt toe, maar valt in slaap. Hij droomt dat Frances aan hem verschijnt, een mantel afwerpt en hem naakt mee haar bed intrekt. Al vrijend klauwt ze krassen in zijn rug, die samen een pentagram vormen. Als Frances onder hem verandert in een oude heks, schrikt hij wakker. Hij blijkt in zijn eigen bed te liggen, terwijl Danny in de kamer ernaast ligt te huilen.
Walter leent bloem van Frances en strooit dat rond zijn bed. Daarmee wil hij kijken of hij slaapwandelt. Een lijn in het poeder leidt hem ertoe onder zijn bed te kijken. Een hand grijpt hem en trekt hem eronder. Plotseling loopt hij door een gang met de rat met het mensengezicht op zijn schouder. Een moment later zit hij aan een tafel boven een oud boek. Achter de tafel staat de heks. De rat vertelt hem 'te tekenen' en bijt herhaaldelijk in zijn pols, waardoor er bloed op de pagina voor hem stroomt. Daarmee tekent Walter voor een ritueel dat het offeren van een baby bevat. Daarna schrikt hij wakker. Een vrouw vertelt hem dat hij helemaal niet in de kamer mag zijn waarin hij zit. Ze noemt het boek dat voor hem ligt Necronomicon en haalt het snel bij hem vandaan.
Walter denkt dat Danny gevaar loopt en vertelt Frances over de afgelopen dagen. Ze raadt hem aan psychiatrische hulp te zoeken. Mr. Masurewicz vertelt hem dat hij hem wel gelooft omdat hij precies hetzelfde meegemaakt heeft. Hij vertelt Walter dat de heks hem ook gedwongen heeft baby's te doden en dat hij daar niets tegen kon doen.
Walter is ervan overtuigd dat de heks hem steeds via een hoek in zijn kamer bereikt omdat daar twee werelden in elkaar overlopen, zoals theoretisch mogelijk in de snaartheorie. 's Avonds slaat hij een gat in de wand en kruipt erdoor. Zo komt hij in een kamer gevuld met schedels van eerder geofferde kinderen. Danny bevindt zich hier ook, opgesloten in een kooi. De heks overhandigt Walter een mes en draagt hem op Danny te doden. De invloed die ze op hem uitoefent krijgt hem bijna zover, maar zijn eigen wilskracht blijkt groter. Hij gooit het mes weg, drukt de heks de ogen in en wurgt haar met een ketting met een crucifix eraan, die Mr. Masurewicz hem gaf. Daarna pakt hij Danny op en rent hij naar Frances' kamer. Wanneer Danny daar begint te huilen, blijkt de rat bezig zijn keel door te bijten. Frances hoort Danny huilen en haalt Mr. Dombrowski. Samen met de politie vallen ze binnen in Frances kamer. Walter zit op de grond in een grote plas bloed, met Danny bewegingsloos op zijn schoot. Walters verklaringen van het gebeurde zorgen ervoor dat hij wordt opgesloten in een psychiatrisch ziekenhuis met de diagnose paranoïde schizofrenie.
Hoewel Walters verhalen zijn afgedaan als de woorden van een krankzinnige, blijkt tijdens het politieonderzoek dat de gevonden schedels in de geheime kamer tot 300 jaar oud zijn. Bovendien blijkt er dierlijk DNA aanwezig in de wonden in Danny's nek. Walter begint in zijn kamer in het psychiatrisch ziekenhuis te stuiptrekken. Een verpleegster haast zich naar hem toe en ontbloot zijn buik. Een grote rat vreet zich door Walters buikwand naar buiten en ontvlucht daarna de kamer. Walter sterft. Vrijwel op datzelfde moment hangt Mr. Masurewicz zichzelf thuis op.

## Rolverdeling
| Acteur           | Personage      |
| ---------------- | -------------- |
| Ezra Godden      | Walter Gilman  |
| Campbell Lane    | Mr. Masurewicz |
| Jay Brazeau      | Mr. Dombrowski |
| Chelah Horsdal   | Frances Elwood |
| David Racz       | Danny          |
| Nicholas Racz    | Danny          |
| Yevgen Voronin   | Brown Jenkin   |
| Susanna Uchatius | Keziah Mason   |